# Bayerischer Rundfunk
Bayerischer Rundfunk (BR) és l'empresa de ràdio i televisió pública de Baviera. Va ser fundada el 25 de gener de 1949.
Forma part de l'ARD, l'organització conjunta de radiodifusores públiques d'Alemanya, des de la seva creació en 1950.
El grup gestiona nou emissores de ràdio (cinc en senyal obert i quatre digitals) i dues cadenes de televisió. A més aporta continguts als mitjans nacionals de la ARD.

## Història
L'actual Bayerischer Rundfunk (BR) té el seu origen en un grup anterior, la ràdio Deutsche Stunde in Bayern que va començar la seva activitat en 1922. Va servir com la radiodifusora de Baviera fins al cap de la Segona Guerra Mundial, quan tota l'estructura de mitjans de comunicació de l'Alemanya nazi va ser desmantellada. Les tropes estatunidenques van iniciar una emissora provisional, Radio München, el 12 de maig de 1945. I tres anys després, quan es va promulgar la Llei de Radiodifusió de Baviera, van cedir el seu control al poble bavarès. El 31 de gener de 1948 la primera cadena va adoptar el nom Bayerischer Rundfunk.
L'empresa es va constituir el 25 de gener de 1949. Un any després, el 5 de juny de 1950, es va convertir en membre de l'acabada de crear ARD, corporació de radiodifusores públiques regionals d'Alemanya. Va passar a gestionar dues emissores de ràdio i va participar en la producció de programes de televisió per al canal de l'ARD. El 22 de setembre de 1964, BR es va convertir en el primer grup regional que va crear el seu propi canal de televisió, Studienprogramm (actual Bayerisches Fernsehen).
El desenvolupament de BR li va permetre crear serveis en desconnexió local i nous canals de ràdio, com la musical Bayern 3 (1971), l'emissora de música clàssica Bayern 4 (1980) i la informativa Bayern 5 (1991). D'altra banda, BR va ser el primer membre de la ARD a establir un segon canal regional de televisió, BR alpha, el 7 de gener de 1998.

### Controvèrsia
En la dècada de 1970, BR va qüestionar a vegades la programació d'ARD i es va caracteritzar per una línia editorial conservadora, influïda per la governant Unió Social Cristiana de Baviera. En 1973, mentre el primer canal emitiía la pel·lícula sobre homosexualitat Nicht der Homosexuelle ist pervers, sondern die Situation, in der er lebt, la institució bavaresa va fer una desconnexió per a oferir un altre programa. La situació es va repetir en 1977 amb la pel·lícula Die Konsequenz. D'altra banda, va rebutjar en 1972 la sèrie infantil Barri Sèsam perque era «massa americana» i en comptes va produir l'espai Das feuerrote Spielmobil.
La situació ha canviat amb el pas dels anys, després que la Llei de Radiodifusió Bavaresa es reformés en 1993 per a dotar al grup de major independència.

## Organització

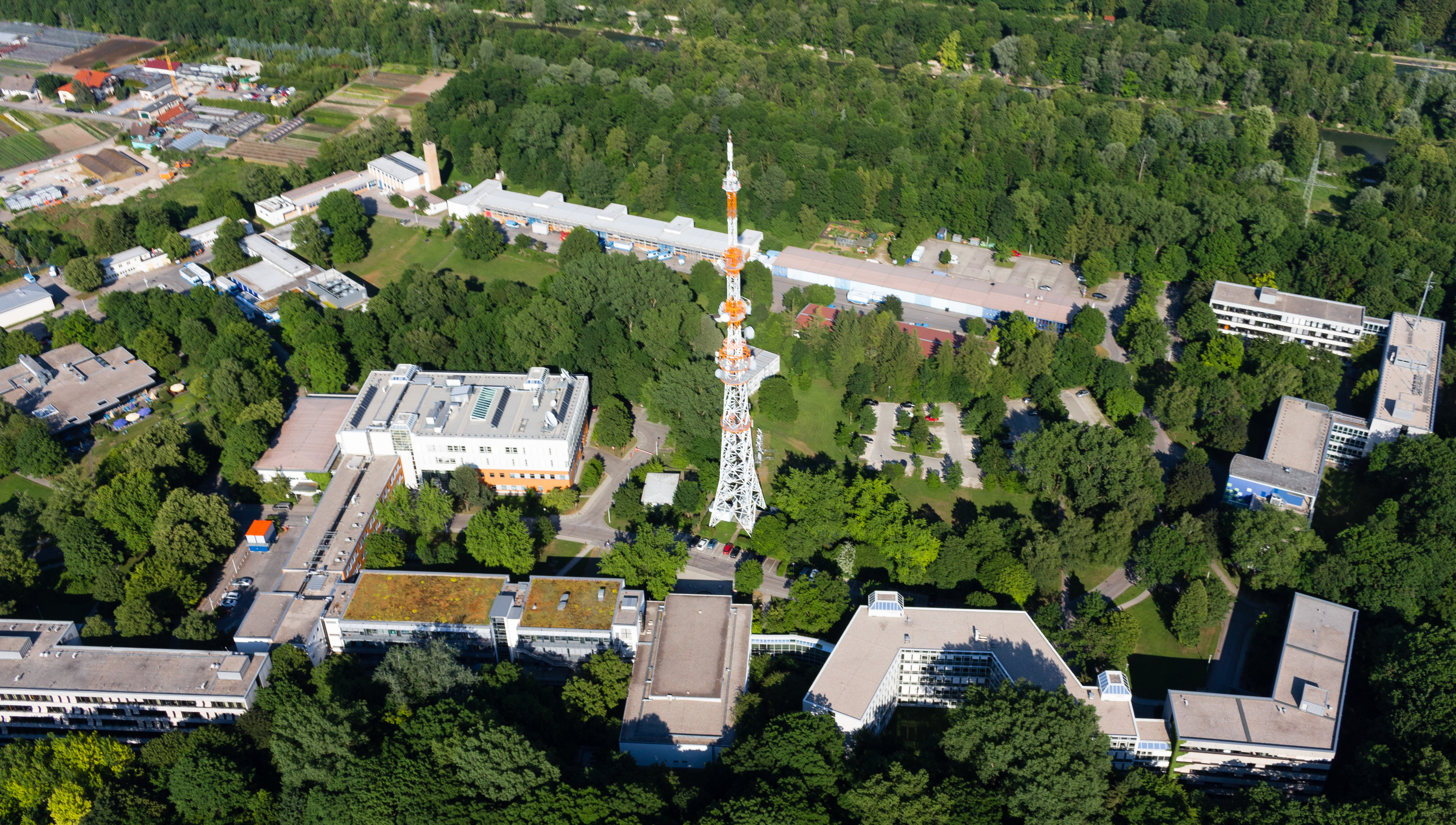
Instal·lacions de la BR a Múnic-Freimann

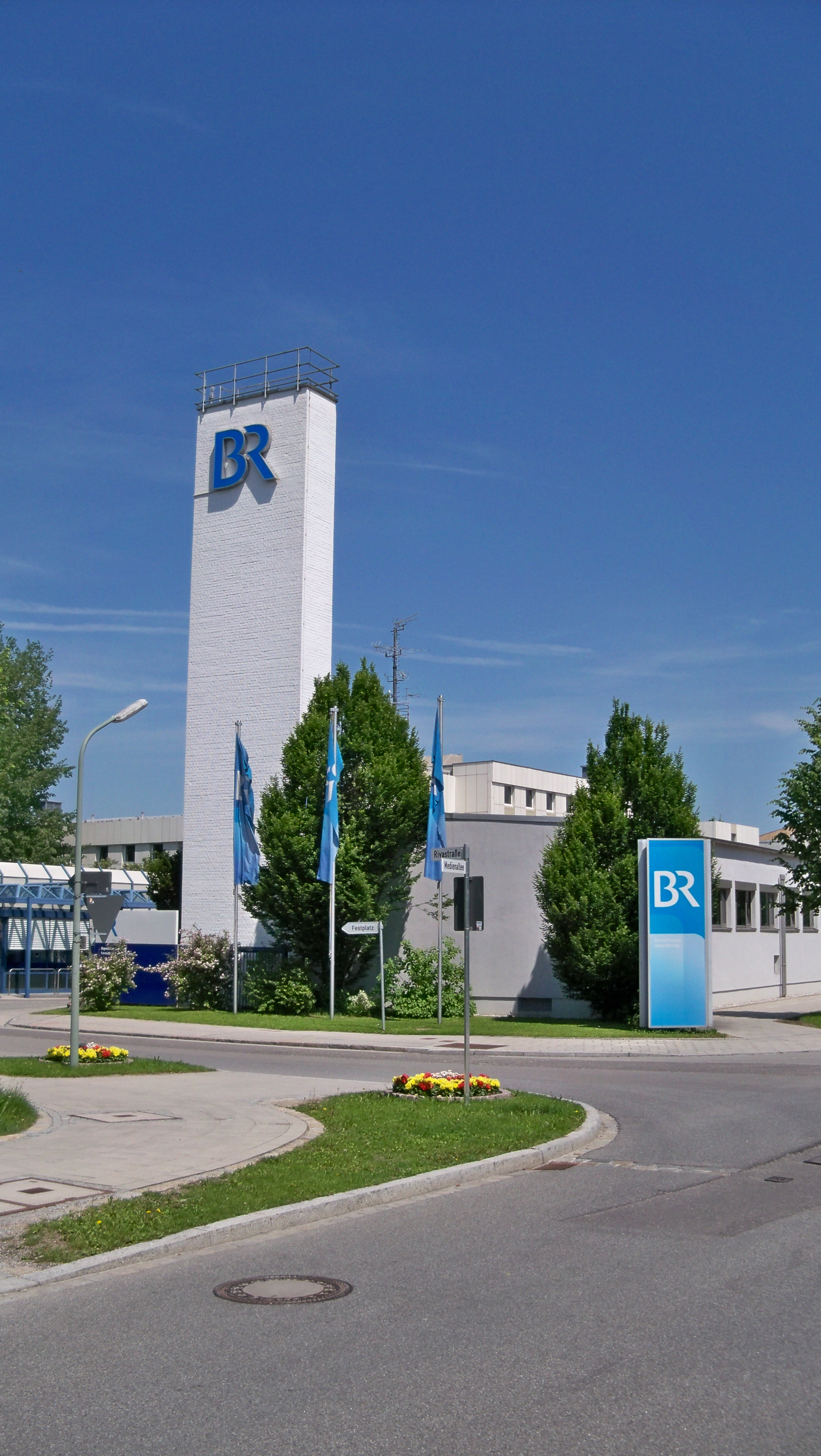
Estudis de la BR a Unterföhring

BR és una corporació de dret públic que funciona sota la Llei de Radiodifusió Bavaresa (Bayerisches Rundfunkgesetz), promulgada en 1948 i actualitzada en 1993. Les seves funcions estan determinades per una fundació legal, que estableix l'estructura de l'organització i els principis sota els quals ha de regir-se.
La Llei de Radiodifusió està donada suport pel Contracte Estatal de Radiodifusió (Rundfunkstaatsvertrag), un acord multilateral entre els setze estats federats que regula les relacions entre les radiodifusores públiques i privades. Pel que fa al seu paper en la ARD, formada per nou grups regionals i la internacional Deutsche Welle, BR coopera en la producció de continguts.
La seu de BR està localitzada en Múnic, la capital de Baviera. Compta amb estudis al barri muniquès de Freimann i al municipi pròxim d'Unterföhring, a més de tres estudis regionals a Nuremberg, Ratisbona i Würzburg, i vint delegacions en diferents ciutats de l'estat. Dins de l'estructura d'ARD, s'encarrega de les corresponsalies a Roma (inclòs Ciutat del Vaticà), Viena, Tel-Aviv, Istanbul i Buenos Aires.
A Alemanya es cobra un impost directe per al manteniment de la radiodifusió pública (ARD, ZDF i Deutschlandradio), a través de l'empresa conjunta GEZ. El pagament és obligatori per a tot aquell que tingui una ràdio, televisor o qualsevol altre aparell que rebi senyal. Cada llar va pagar 17,98 euros al mes en 2013. BR depèn dels diners que li atorgui la ARD. El grup bavarès destina els seus ingressos de la següent forma: un 60% per a programes de televisió, un 28% per a la ràdio, un 8% per a manteniment tècnic i el 4% restant per a despeses de gestió.

## Serveis

### Ràdio
BR disposa de nou emissores de ràdio. Les següents estan disponibles en senyal obert, DAB i internet:
- Bayern 1: Emissora generalista amb butlletins informatius i música. Va ser fundada el 31 de gener de 1948.
- Bayern 2: Programació cultural amb magazins i música. Va començar el 18 d'agost de 1950.
- Bayern 3: Emissora dirigida al públic juvenil, amb magazins i música pop. Fundada l'1 d'abril de 1971.
- BR-Klassik: Ràdio especialitzada en música clàssica. Va néixer el 4 d'octubre de 1980
- B5 aktuell: Cadena d'informació contínua, amb butlletins cada 15 minuts i informació del trànsit. Va començar el 6 de maig de 1991.

Les següents emissores només estan disponibles en DAB i internet.
- Puls: Especialitzada en música alternativa, dirigida al públic jove.
- Bayern plus: Dirigida a la tercera edat.
- BR Heimat: Música folk de Baviera.
- B5 plus: Emissora per a esdeveniments esportius i sessions parlamentàries. La resta del temps connecta amb B5 aktuell.

### Televisió
BR produeix programes per a la ARD, tant en el nacional Das Erste com en la resta de canals on la corporació participa (3sat, KiKA, Art i Phoenix). A més posseeix dos canals propis per a Baviera:
- BR Fernsehen: Principal canal de televisió regional, amb una programació de servei públic. Va començar a emetre el 22 de setembre de 1964 com Studienprogramm.
- ARD-alpha: Segon canal, amb una programació educacional i cultural. Va néixer el 7 de gener de 1998.

### Organitzacions musicals
- Orquestra Simfònica de la Ràdio de Baviera: Va ser fundada per Eugen Jochum en 1949. Les seves seus habituals són el Gasteig en la Residència de Múnic i la Herkulessaal.
- Orquestra de la Ràdio de Múnic: Segona orquestra simfònica, el seu origen data de la dècada de 1920.
- Cor de la Ràdio de Baviera: Coral amb 44 cantants professionals, ampliable a cent en esdeveniments especials.

## Logotips

Logo de 1945 a 1949
Logo abstracte de Richard Roth de 1962
En 1968 es va afegir al logo un marc i un text
Logo actual, des del 7 d'octubre de 2007